# Мастильниця
Мастильниця (Madia) — рід однорічних або багаторічних зазвичай ароматичних трав із жовтими квітками, в трибі Madieae у родині Asteraceae. Види цього роду походять із західної частини Північної Америки та південного заходу Південної Америки. Назва мадія походить від рідної чилійської назви («маді») для одного з представників роду (Madia sativa).

## Морфологічна характеристика
Однорічники 5–250 см. Стебла прямовисні. Листки переважно стеблові (під час цвітіння) проксимальні супротивні (часто в розетках), дистальні чергові; сидячі; пластинки ланцетні або довгасто-лінійні до лінійних, краї зазвичай цілі, іноді зубчасті, ворсисті, зазвичай також залозисто-запушені. Квіткові голови зазвичай радіальні, у суцвіттях. Променеві квітки 0 (іноді у M. glomerata), або 1–22, маточкові, фертильні; віночки жовтуваті (з темно-бордовими основами іноді у M. elegans; іноді пурпурно-червоні у M. sativa). Дискові квітки 1–80+, двостатеві та плодючі або функціонально тичинкові; віночки зазвичай жовті, іноді пурпурові. Ципсели стиснуті, ± 3-кутні, без папусів. x = 8.

## Використання
Madia densifolia, Madia elegans, Madia glomerata, Madia gracilis і Madia sativa має їстівне насіння, яке багате олією. Настій листя і стебел Madia glomerata використовувався як трав'яна ванна при лікуванні венеричних захворювань, а висушену траву можна спалювати як пахощі. 

## Види
Види:
- Madia anomala Greene
- Madia chilensis (Nutt.) Reiche
- Madia citrigracilis D.D.Keck
- Madia citriodora Greene
- Madia elegans D.Don ex Lindl.
- Madia exigua (Sm.) A.Gray
- Madia glomerata Hook.
- Madia gracilis (Sm. ex Sm.) D.D.Keck
- Madia radiata Kellogg
- Madia sativa Molina
- Madia subspicata